# Balk (juridik)
Balk (finska: kaari) kallas delarna av landskapslagarna, av de allmänna landslagarna samt av 1734 års lag, vilken fortfarande innehåller centrala delar av den svenska och finska rätten, även om nästan hela innehållet har bytts ut under årens gång.
Även i Norge var landskapslagarna och den allmänna landslagen och stadslagen indelade i balkar.[källa behövs]
De enda två balkar från 1734 års lag som fortfarande till viss del gäller i Sverige är byggningabalken och handelsbalken. I Finland gäller dessutom 1734 års rättegångsbalk, om än kraftigt reviderad, medan den i Sverige ersattes av en ny 1948. Övriga balkar i 1734 års lag var giftermålsbalken, ärvdabalken, jordabalken, missgärningsbalken, straffbalken och utsökningsbalken. De har alla efter upprepade förändringar till slut ersatts av nya balkar, ibland med andra namn. 
I Sverige har tre nya balkar lagts till i lagen. Föräldrabalken 1949 kan ses som en utvidgning av reglerna i den dåvarande Giftermålsbalken. Miljöbalken 1998 innebar att helt ny materia fördes in i 1734 års lag. Jordabalken och den gamla Byggningabalken handlar i huvudsak om rättsförhållanden mellan enskilda: fastighetsköp, arrende och hyra, fastighetspantsättning samt konflikter mellan bönderna i en by. Miljöbalken innehåller däremot statens offentligrättsliga kontroll av framför allt fastighetsägare. Att den fick namnet balk och fördes in som en del av 1734 års lag var ett sätt för lagstiftaren att ge den nya lagen högre status. Slutligen har 2010 en Socialförsäkringsbalk införs i lagen. I propositionen motiverades namnet med "att den nya socialförsäkringslagstiftningen bör benämnas på ett sådant sätt att dess betydelse såväl för myndigheter som för enskilda medborgare framgår" (prop 2008/09:200 s. 369).

## Lista över balkarna i 1734 års lag i Sverige år 2012
- Brottsbalken
- Byggningabalken
- Föräldrabalken
- Handelsbalken
- Jordabalken
- Miljöbalken
- Rättegångsbalken
- Socialförsäkringsbalken
- Utsökningsbalken
- Äktenskapsbalken
- Ärvdabalken

## Fotnoter
1. ↑  http://no.wikipedia.org/wiki/Magnus_Lagab%C3%B8tes_landslov